# 新北投線 (台鐵)
新北投線，俗稱浴湯線，是臺灣鐵路管理局（原臺灣總督府交通局鐵道部）淡水線的廢止支線，自北投車站分歧。該條鐵路是為了將旅客運往北投溫泉區而建，可說是臺灣最早純為了觀光而建的鐵道。目前和淡水線一樣，經過改建成為台北捷運的路線，即新北投支線。本線僅有北投站及新北投站兩站，長約1.2公里。該條支線於臺灣日治時期便開始營運，後隨淡水線一同停駛。

## 沿革
北投溫泉的歷史可追溯到清光緒廿年（1894年）德國商人奧里（Ouely）於北投興建溫泉俱樂部，後來日治時期平田源吾來此於明治廿九年（1896年）開設臺灣第一間溫泉旅館「天狗庵」，帶動了北投溫泉區的開發。而在明治卅七年（1904年）大日本帝國陸軍在北投溫泉區興建了陸軍療養院，隔年的日俄戰爭中即有不少傷兵被送來這裡療養，據說療效奇佳。之後在明治四十年（1907年），臺灣婦人慈善會取得瀧湯溫泉附近約6000坪的大日本帝國海軍用地，並出資改善浴場品質，並向海軍請願，修築了一條從北投通往溫泉區（新北投）的道路（過去溫泉區雖然發展快速，但因淡水線北投車站仍有段距離，且溫泉區附近多為海軍用地，不能任意開發使用，故交通不便）。後來在大正二年（1913年）時，臺北廳廳長井村大吉曾耗資5萬6千圓改建公共浴場（今北投溫泉博物館）。
而到了大正五年（1916年），在臺灣總督府交通局鐵道部運輸課課長村上彰一的努力下，興建了載運旅客前往溫泉區的新北投支線，為一條完全以觀光為興建目的的路線。不過村上彰一於該路線築成當年便在日本去世，未能見到新北投線通車；而為了紀念其貢獻，當時的民政長官兼鐵道部長下村宏遂為他立了「村上彰一翁碑」（現存於北投普濟寺）。而也因為該條路線的「新北投驛」，所以才有「新北投」這個名稱的出現。
新北投線自大正五年（1916年）4月1日開始營運之後，促進了溫泉區的發展，極盛時期曾有35家溫泉旅館（1935年時）。且為了因應旅客的增加，昭和十二年（1937年）時還擴建了新北投驛。但後來在第二次世界大戰期間的昭和廿年（1945年），新北投線因戰備需求而將鐵軌拆掉轉作他用（據說是被插在淡水海邊以妨礙盟軍登陸），直到戰後的民國三十五年（1946年）8月才復舊完成。
目前新北投支線沿線還留有幾個阻絕柵欄；而本線原有之終端式設計新北投車站，捷運新北投支線興建時原欲拆除，後來臺北市政府象徵性用新臺幣一元賣給臺灣民俗村保存。地方曾一度發起「新北投車站風華重現」運動、「新北投車站回娘家」募款運動，希望能將新北投車站搬回北投。經過多年協調，臺灣民俗村產權人日榮資產管理公司決定無償把車站捐給臺北市，而後臺北市文化局開始後續工作，計畫在2016年前讓車站在北投重組完成。2013年8月8日，臺北市政府的工作小組進入臺灣民俗村進行建築測繪、構建編號等工作，之後便將拆解運回北投重組。

## 軼事
- 該鐵道線早期建設工程之鐵軌據稱取用自清代鐵道之遺留。[8]

## 車站一覽
| 車站名 （國音電碼） | 英譯站名               | 營業里程 （北投起） | 備考 | 所在地       |
| ------------------- | ---------------------- | ------------------- | ---- | ------------ |
| 北投（ㄅㄊ）        | Hokuto→Peitou          | 0.0                 | 廢止 | 臺北市北投區 |
| 新北投（ㄒㄅㄊ）    | Shinhokuto→Hsin Peitou | 1.2                 | 廢止 | 臺北市北投區 |